# (26713) Iusukyin
(26713) Iusukyin est un astéroïde de la ceinture principale.

## Description
(26713) Iusukyin est un astéroïde de la ceinture principale. Il fut découvert le 13 avril 2001 à l'Observatoire Desert Beaver par William Kwong Yu Yeung. Il présente une orbite caractérisée par un demi-grand axe de 3,10 UA, une excentricité de 0,09 et une inclinaison de 11,8° par rapport à l'écliptique.

## Compléments